# 라이온 에어의 운항 노선
라이온 에어는 다음과 같은 노선을 운항하고 있다.(2012년 12월 기준)

## 운항 노선

### 아시아

#### 동아시아
- 중화인민공화국
  - 상하이 - 상하이 푸둥 국제공항
  - 광저우 - 광저우 바이윈 국제공항
  - 난닝 - 난닝 우수 국제공항 전세편
  - 난창 - 난창 창베이 국제공항
  - 선전 - 선전 바오안 국제공항
  - 시안 - 시안 셴양 국제공항 전세편
  - 우루무치 - 우루무치 디워푸 국제공항 전세편
  - 우한 - 우한 톈허 국제공항
  - 원저우 - 원저우 룽완 국제공항 전세편
  - 창사 - 창사 황화 국제공항
  - 청두 - 청두 솽류 국제공항
  - 충칭 - 충칭 장베이 국제공항
  - 하얼빈 - 하얼빈 타이핑 국제공항 전세편
  - 창저우 - 창저우 번뉴 공항 전세편
- 마카오
  - 마카오 - 마카오 국제공항
- 홍콩
  - 홍콩 - 홍콩 첵랍콕 국제공항

#### 동남아시아
- 말레이시아
  - 쿠알라룸푸르 - 쿠알라룸푸르 국제공항 허브
  - 페낭 - 페낭 국제공항
- 베트남
  - 하노이 - 노이바이 국제공항
  - 호치민 시 - 떤선녓 국제공항
- 싱가포르
  - 싱가포르 - 싱가포르 창이 국제공항
- 인도네시아
  - 자카르타 - 수카르노 하타 국제공항 허브
  - 덴파사르 - 응우라라이 국제공항
  - 롬복섬 - 롬복 국제공항
  - 마나도 - 삼 라투랑이 국제공항 허브
  - 마카사르 - 술탄 하사누딘 국제공항 허브
  - 메단 - 쿠알라나무 국제공항 허브
  - 반다아체 - 술탄 이스칸다르 무다 국제공항
  - 반둥 - 후세인 사스트라네가라 국제공항
  - 반자르마신 - 시암수딘 누르 국제공항
  - 발릭파판 - 술탄 아지 무하메드 술라이만 국제공항
  - 세마랑 - 아크마드 야니 국제공항
  - 수라바야 - 주안다 국제공항 허브
  - 수라카르타 - 아디수마르모 국제공항 허브
  - 요그야카르타 - 아디스킵토 국제공항
  - 쿠팡 - 엘타리 쿠팡 국제공항
  - 타라칸섬 - 주와타 국제공항
  - 탄중판단 - H.A.S 하난유딘 국제공항
  - 탄중피낭 - 라자 하지 피사빌릴라 국제공항
  - 파당 - 미낭카바우 국제공항
  - 팔렘방 - 술탄 마흐무드 바다루딘 2세 국제공항
  - 페칸바루 - 술탄 샤리프 카심 2세 국제공항
  - 고론탈로 - 자라루딘 공항
  - 마노콰리 - 렌다니 공항
  - 말랑 - 압둘 라흐만 살라 공항
  - 메라우케 - 모파흐 공항
  - 바탐 - 항 나딤 공항 허브
  - 반다르람풍 - 라딘 인텐 2세 공항
  - 벵쿨루 - 파트와마티 수카르노 공항
  - 비아크섬 - 프란스 카이시에포 공항
  - 소롱 - 에드워드 오속 공항
  - 암본섬 - 파티무라 공항
  - 자야푸라 - 센타니 공항
  - 잠비 - 술탄 타하 공항
  - 큰다리 - 할루 올레오 공항
  - 테르나테 - 술탄 바불라 공항
  - 팔랑카라야 - 칠릭 리윗 공항
  - 팔루 - 무티아라 공항
  - 팡칼피낭 - 드파티 아미르 공항
  - 폰티아낙 - 수파디오 공항

#### 서남아시아
- 사우디아라비아
  - 제다 - 킹 압둘아지즈 국제공항 계절편[2]
  - 메디나 - 프린스 모하메드 빈 압둘아지즈 국제공항

### 오세아니아

#### 미크로네시아
- 팔라우
  - 코로르 - 팔라우 국제공항 전세편

## 과거 취항지

### 아시아

#### 동남아시아
- 브루나이
  - 반다르스리브가완 - 브루나이 국제공항
- 인도네시아
  - 메단 - 폴로니아 국제공항
  - 롬복 - 셀라파랑 공항
- 캄보디아
  - 프놈펜 - 프놈펜 국제공항

#### 남아시아
- 인도
  - 뭄바이 - 차트라파티 시바지 국제공항
  - 첸나이 - 첸나이 국제공항

### 오세아니아
- 오스트레일리아
  - 퍼스 - 퍼스 공항